# Fabian Picardo
Fabian Raymond Picardo (Gibraltar, 18 februari 1972) is een Gibraltarees politicus en advocaat. Hij is sinds 2011 Chief Minister van Gibraltar en leider van de Gibraltar Socialist Labour Party.

## Biografie
Van 1990 tot 1993 studeerde Picardo rechten aan Oriel College, Oxford. Hij rondde zijn opleiding af aan aan de Inns of Court School van Gray's Inn in Londen en werd in 1994 tot de balie toegelaten. In september 1994 trad Picardo in dienst bij Hassans, het grootste advocatenkantoor in Gibraltar. Hij werd daar in 2000 partner.

## Politieke carrière
Picardo was in 1991 medeoprichter van de Gibraltar National Party, de voorloper van de Liberal Party of Gibraltar. In 2003 trad hij toe tot de sociaaldemocratische Gibraltar Socialist Labour Party en werd in de algemene verkiezingen van dat jaar gekozen als parlementslid.
Picardo volgde in 2011 Joe Bossano op als de leider van de Socialistische Arbeiderspartij van Gibraltar. Hij won de verkiezingen van 2011 en vormde een coalitieregering met de Liberale Partij. Hij volgde Peter Caruana op die van 1996 tot 2011 Chief Minister was geweest. Picardo benoemde de eerste minister van gelijkheid van Gibraltar en keurde in 2014 de Civil Partnerships Act goed waardoor personen van hetzelfde geslacht hun relatie formeel konden vastleggen. Als grootste verdiensten van zijn eerste termijn zag Picardo de oprichting van twee nieuwe scholen, een universiteit, een nieuwe bank en een nieuwe jachthaven.
Bij de verkiezingen van 2015 en 2019 werd Picardo herkozen als Chief Minister.